# 天王谷川 (徳島県)
天王谷川（てんのうだにがわ）は、徳島県小松島市を流れる立江川水系の河川である。

## 地理
小松島市田野町の水源より同市を流れ立江川の支流である田野川に合流する。
流域の国道55号（徳島南バイパス）には義経橋が架かり、田野川には源氏橋が架かる。これはこの地が源義経ゆかりの地であることからきている。

## 橋梁
- 義経橋（国道55号）

## 流域の主な施設
- 天王社
- 国道55号（徳島南バイパス）
- 徳島県道136号宮倉徳島線

## 流域の自治体
徳島県
小松島市